# أنو مالك
أنو مالك (بالهندية: अनु मलिक؛ بالإنجليزية: Anu Malik) هو ملحن ومغني ومخرج هندي، ولد في 2 نوفمبر 1960 في مومباي في الهند.

## وصلات خارجية
- أنو مالك على موقع IMDb (الإنجليزية)
- أنو مالك على موقع ألو سيني (الفرنسية)
- أنو مالك على موقع ميوزك برينز (الإنجليزية)
- أنو مالك على موقع أول موفي (الإنجليزية)
- أنو مالك على موقع قاعدة بيانات الأفلام السويدية (السويدية)
- أنو مالك على موقع ديسكوغز (الإنجليزية)
- أنو مالك على موقع قاعدة بيانات الفيلم (الإنجليزية)
- أنو مالك على موقع كينوبويسك (الروسية)